# Katedra św. Jana Ewangelisty w Salford
Katedra w Salford (ang. Cathedral Church of St. John the Evangelist) – katedra rzymskokatolicka w Salford. Główna świątynia diecezji Salford. Mieści się przy Chapel Street.
Budowa świątyni rozpoczęła się w 1844, zakończyła się w 1848; konsekrowana w 1890. Reprezentuje styl neogotycki. Projektantem świątyni był Matthew Ellison Hadfield. Posiada jedną wieżę.